# Willy Leow
Willy Leow, ne le 25 janvier 1887 à Brandebourg-sur-la-Havel et mort le 3 octobre 1937 en Union soviétique, est un homme politique et militant communiste allemand.

## Biographie
Willy Leow apprend le métier de menuisier et suit des cours à l'école de formation des ouvriers de Berlin. En janvier 1904, il rejoint le Parti social-démocrate d'Allemagne (SPD) où il reste jusqu'en 1916. Après avoir participé à la fondation du Spartakusbund en 1917 et brièvement appartenu au Parti social-démocrate indépendant d'Allemagne (USPD), il est l'un des membres fondateurs du Parti communiste d'Allemagne (KPD) à la fin 1918.
En 1925, il est élu deuxième président du Roter Frontkämpferbund (RFB), l'organisation de défense et de protection du KPD fondée en 1924. En 1928, il est élu député au Reichstag, où il siège jusqu'en 1933. L'homme politique social-démocrate Herbert Wehner, lui-même communiste pendant la période de Weimar, écrit des décennies plus tard dans ses mémoires que Leow était « une personne complètement corrompue ».
Après la « prise du pouvoir » national-socialiste, il s'enfuit à l'étranger. À partir de 1935, il vit en Union soviétique et travaille pour l'éditeur officiel en langue allemande en République allemande de la Volga. En 1936, il est arrêté au cours des purges staliniennes. Il est condamné à mort en octobre 1937 par le Collège militaire de la Cour suprême de l'URSS pour avoir organisé un groupe terroriste trotskiste et fusillé.

### Occultation idéologique
Dans l'historiographie de la République démocratique allemande, Leow est victime d'une damnatio memoriae pendant des décennies : son nom est délibérément occulté dans les livres d'histoire de la RDA et dans la mémoire publique de l'Etat est-allemand : ses traces d'existence sont systématiquement éliminées des publications documentaires et des reproductions d'images : par exemple, une photographie le montrant aux côtés d'Ernst Thälmann lors d'une marche du RFB en 1927 est retouchée pour l'en faire disparaître. La raison en est que l'arrestation et l'assassinat d'un communiste allemand et réfugié du nazisme par l'État frère soviétique est incompatible avec l'histoire officielle de la RDA .